# 聖喬 (愛達荷州)
聖喬（英語：Saint Joe）是位於美國愛達荷州本瓦縣的一個非建制地區。

## 地理
聖喬的座標為47°18′40″N 116°21′11″W / 47.31111°N 116.35306°W，而該地的平均海拔高度為658米（即2159英尺）。